# Burchard
Burchard – imię męskie pochodzenia germańskiego. Wywodzi się od słów burg znaczącego "ochronę" i hard oznaczającego "dzielny".
Burchard imieniny obchodzi 11 października i 14 października.
Znane osoby noszące imię Burchard:
- Burkhard Christoph Münnich − inżynier, rosyjski generał-feldmarszałek w 1732 roku, z pochodzenia Niemiec
- Burchard z góry Syjon − średniowieczny, niemiecki mnich, dominikanin
- Burchard (biskup Aosty) − średniowieczny biskup Aosty, arcybiskup Lyonu i opat opactwa Saint-Maurice